# Esther y su mundo
Esther y su mundo (en el original, Patty's World) es una serie de historietas creada en 1971 por el guionista británico Philip Douglas y la dibujante española Purita Campos. 

## Trayectoria editorial
La primera historieta de Patty's World apareció en la revista británica Princess Tina en 1971. El guion era obra del inglés Philip Douglas, mientras que los dibujos eran obra de la dibujante española Purita Campos. Fue publicada posteriormente en otros muchos países, como Alemania, Australia, Canadá, Grecia, Holanda y Sudáfrica. En España, la editorial Bruguera la incluyó, con el título de Esther y su mundo en la revista Lily a partir de 1974.
En 1981 y dado su éxito, Bruguera editó una revista de historietas con su propio nombre.
En 2006, la serie fue relanzada por Ediciones Glénat con el título de Las nuevas aventuras de Esther, después de una exitosa reedición de los números antiguos en formato álbum. Purita Campos se siguió encargando de los dibujos, mientras que Carlos Portela hizo lo propio con los guiones.

## Argumento y personajes
Esther es la protagonista indiscutible de estas historias junto con su mejor amiga Rita, su amor platónico Juanito, su hermana mayor Carol y su rival Doreen; además de otros personajes secundarios.